# 扬·奇肖尔德
扬·奇肖尔德（德語：Jan Tschichold；1902年4月2日—1974年8月11日) 是一位德国字体设计师，书籍装帧师，教师和作家。 原名 Johannes Tzschichhold ，还曾经用过 Iwan Tschichold 的名字。

## 生平
扬·奇肖尔德的父亲是牌匾画家，所以他从小开始学习书法，拥有良好的书法功底。希特勒在德国掌权后，所有设计师必须在当局文化部登记注册，而对于一个共产主义理想者来说从事教师职业成为一个危险的选择。在慕尼黑执教期间，他和保罗·伦纳双双被指为“文化布尔什维克”，1933年扬·奇肖尔德夫妻被当局逮捕。逮捕期间在其公寓中被搜出苏维埃海报，而其所有书籍被盖世太保以“为保护德国人民”的名义查封。六周后一位警官为其找到的前往瑞士的车票，全家于当年8月逃离纳粹德国前往瑞士，之后除受邀短暂访问英国以外，余生均在瑞士度过，最后在1974年卒于洛迦诺。

## 设计

扬·奇肖尔德在其著作《书籍的形式》（The Form of the Book）介绍了范德格拉夫(Van de Graaf)用于书籍版面设计的理想比例。

扬·奇肖尔德解释的中世纪手稿的比例: "页面比例 2:3. 空白比例 1:1:2:3. 文本区为金色区域。"

在1923年访问第一届魏玛包豪斯展览会后，扬·奇肖尔德转型为现代主义设计的先驱代言人。先于 1925年出版杂志，1927年开个展，之后发布最有名的著作《新字体排印》（Die neue Typographie）。该书俨然成为现代主义设计的宣言书，他在书中批判了除无衬线体 (在德国称为 Grotesk)以外的所有字体。他也偏好非居中版式 （如扉页等），并构建了一系列现代设计的规则，还包括所有印刷品中标准纸张的用法，并首次清晰地阐述了如何有效使用不同字号和字重以快速容易地传达信息。
1932年以后，他逐渐回归古典主义，抛弃了顽固信条 (比如1932年他的字体作品 Saskia 接受了很多古典罗马正文字体的风格）。后来他自己也评论说《新字体排印》过于极端，并称现代主义设计大致是权威主义性质，本质上是激进右派的。 1947-1949 年间，他在英国负责监修了500 多部企鹅出版社的图书，并创立了一套“企鹅排版规则”。 
他与现代主义原则的诀别也意味着，虽然他战后居住于瑞士，但他并非战后瑞士“国际字体风格”的中心。 

## 字体

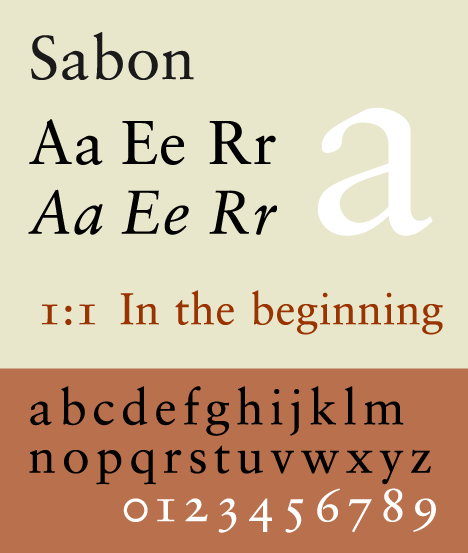
扬·奇肖尔德设计的Sabon 体，发布于1967年

在 1926 到 1929年间，他创建了一套“通用字母表”，对德语的语音和拼写不一致进行改革，如为字母组合 ch 和 sch 创造新字母，并系统性地把 eu 改为 oi, w 改为 v, z 改为 ts。长元音字母下加注長音符號，但分音符仍保持在字母上访。这套字母表有一套无衬线体 且没有大写字母。
他设计的字体有:
- Transit (1931)
- Saskia (1931/1932)
- Zeus (1931)
- Sabon (1966/1967) -  （页面存档备份，存于）, named after Jacques Sabon.

## 参照
- 包豪斯